# Montpezat (Gers)
Pour les articles homonymes, voir Montpezat.
Montpezat (Montpesat en gascon et Montpézat jusqu'au 31 décembre 2022) est une commune française située dans le sud-est du département du Gers en région Occitanie. Sur le plan historique et culturel, la commune est dans le Savès, une petite province gasconne correspondant au cours moyen de la Save.
Exposée à un climat océanique altéré, elle est drainée par la Lieuze, la Gradoue, le ruisseau de Montastruc, le ruisseau d'en Moutaric et par divers autres petits cours d'eau. La commune possède un patrimoine naturel remarquable composé d'une zone naturelle d'intérêt écologique, faunistique et floristique.
Montpezat est une commune rurale qui compte 242 habitants en 2022, après avoir connu un pic de population de 712 habitants en 1846.  Elle fait partie de l'aire d'attraction de Toulouse. Ses habitants sont appelés les Montpézatois ou  Montpézatoises.
Le patrimoine architectural de la commune comprend un immeuble protégé au titre des monuments historiques : le moulin à vent de Gensac, inscrit en 2004.

## Géographie

### Localisation
Montpezat est une commune de l'aire d'attraction de Toulouse située dans le Comminges en Savès sur Lieuze. C'est une commune limitrophe avec le département de la Haute-Garonne.

### Communes limitrophes
Montpezat est limitrophe de huit autres communes dont six le département de la Haute-Garonne.
Les communes limitrophes sont  Goudex, Laymont, Le Pin-Murelet, Montastruc-Savès, Saint-Araille, Saint-Lizier-du-Planté, Sajas et Sénarens.
| Saint-Lizier-du-Planté   | Laymont                       | Le Pin-Murelet (Haute-Garonne)   |
| Goudex (Haute-Garonne)   | Montpezat                     | Sajas (Haute-Garonne)            |
| Sénarens (Haute-Garonne) | Saint-Araille (Haute-Garonne) | Montastruc-Savès (Haute-Garonne) |

### Géologie et relief
La superficie de la commune est de 1 564 hectares ; son altitude varie de 198  à   346 mètres.
Montpézat se situe en zone de sismicité 2 (sismicité faible).

### Hydrographie

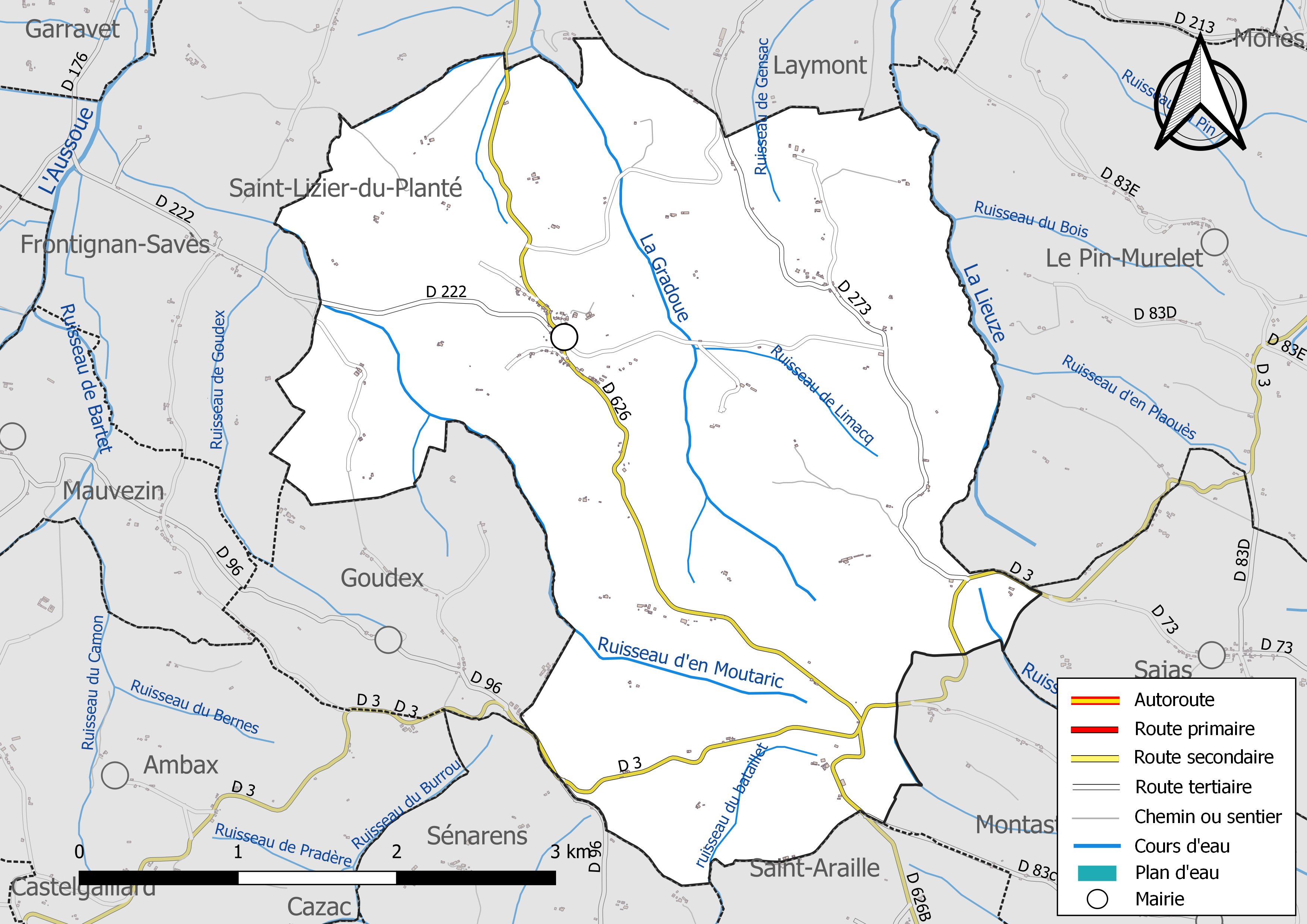
Réseaux hydrographique et routier de Montpézat.

La commune est dans le bassin de la Garonne, au sein du bassin hydrographique Adour-Garonne. Elle est drainée par la Lieuze, la Gradoue, le ruisseau de Montastruc, le ruisseau d'en Moutaric, le ruisseau de Gensac, le ruisseau de Goudex, le ruisseau de Limacq, le ruisseau du bataillet et par divers petits cours d'eau, qui constituent un réseau hydrographique de 15 km de longueur totale,.
La Lieuze, d'une longueur totale de 15,9 km, prend sa source dans la commune du Pin-Murelet et s'écoule vers le nord. Elle traverse la commune et se jette dans l'Aussoue à Nizas, après avoir traversé 8 communes.

### Climat
Pour des articles plus généraux, voir Climat de l'Occitanie et Climat du Gers.
En 2010, le climat de la commune est de type climat océanique altéré, selon une étude s'appuyant sur une série de données couvrant la période 1971-2000. En 2020, Météo-France publie une typologie des climats de la France métropolitaine dans laquelle la commune est toujours exposée à un climat océanique altéré et est dans la région climatique Aquitaine, Gascogne, caractérisée par une pluviométrie abondante au printemps, modérée en automne, un faible ensoleillement au printemps, un été chaud (19,5 °C), des vents faibles, des brouillards fréquents en automne et en hiver et des orages fréquents en été (15 à 20 jours).
Pour la période 1971-2000, la température annuelle moyenne est de 12,8 °C, avec une amplitude thermique annuelle de 15,6 °C. Le cumul annuel moyen de précipitations est de 764 mm, avec 9,4 jours de précipitations en janvier et 6,9 jours en juillet. Pour la période 1991-2020, la température moyenne annuelle observée sur la station météorologique la plus proche, située sur la commune de Lahas à 19 km à vol d'oiseau, est de 13,9 °C et le cumul annuel moyen de précipitations est de 633,5 mm,. Pour l'avenir, les paramètres climatiques de la commune estimés pour 2050 selon différents scénarios d'émission de gaz à effet de serre sont consultables sur un site dédié publié par Météo-France en novembre 2022.

### Milieux naturels et biodiversité

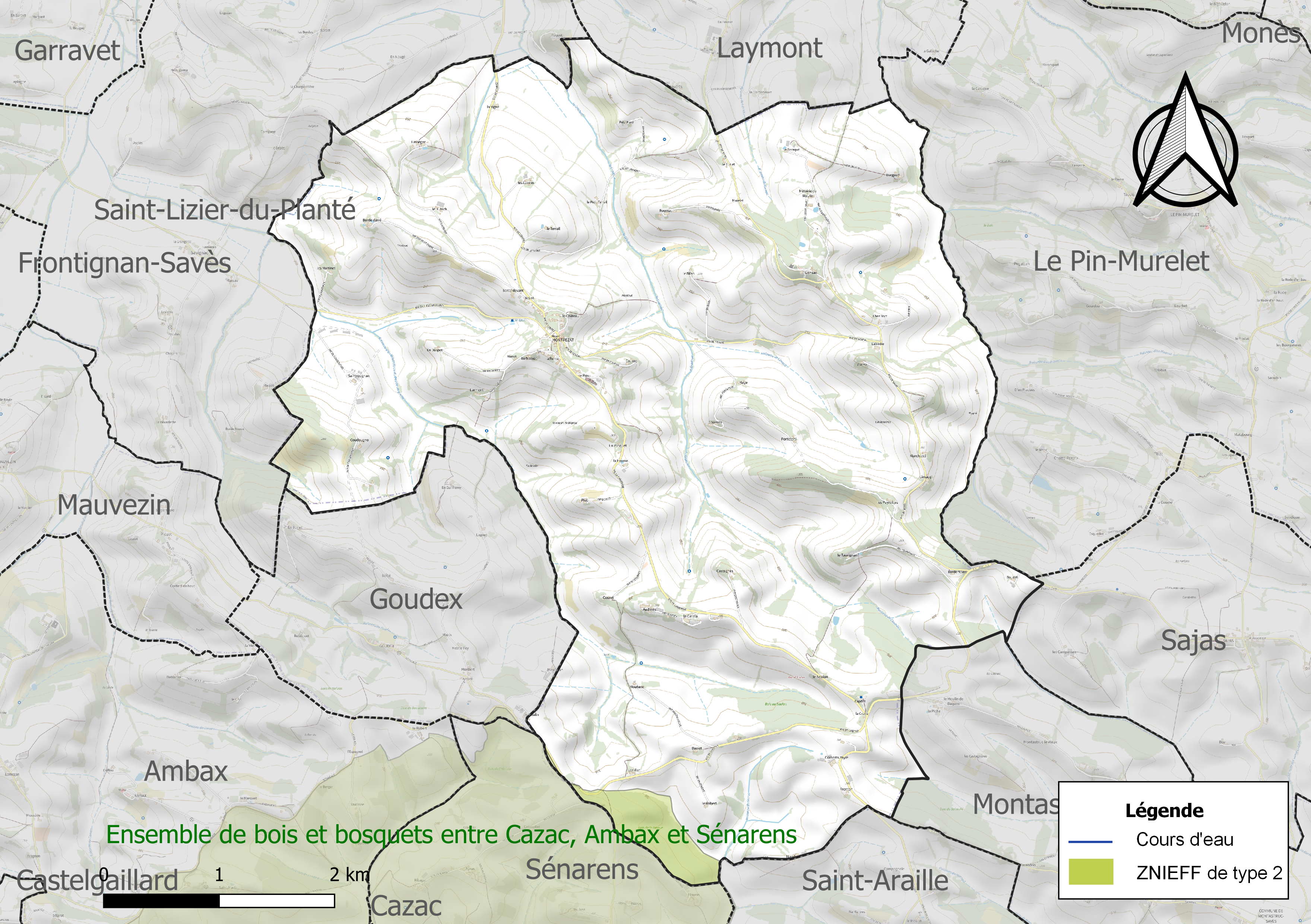
Carte de la ZNIEFF de type 2 localisée sur la commune.

L’inventaire des zones naturelles d'intérêt écologique, faunistique et floristique (ZNIEFF) a pour objectif de réaliser une couverture des zones les plus intéressantes sur le plan écologique, essentiellement dans la perspective d’améliorer la connaissance du patrimoine naturel national et de fournir aux différents décideurs un outil d’aide à la prise en compte de l’environnement dans l’aménagement du territoire.
Une ZNIEFF de type 2 est recensée sur la commune :
l'« ensemble de bois et bosquets entre Cazac, Ambax et Sénarens » (961 ha), couvrant 8 communes dont sept dans la Haute-Garonne et une dans le Gers.

## Urbanisme

### Typologie
Au 1er janvier 2024, Montpezat est catégorisée commune rurale à habitat très dispersé, selon la nouvelle grille communale de densité à sept niveaux définie par l'Insee en 2022.
Elle est située hors unité urbaine. Par ailleurs la commune fait partie de l'aire d'attraction de Toulouse, dont elle est une commune de la couronne,. Cette aire, qui regroupe 527 communes, est catégorisée dans les aires de 700 000 habitants ou plus (hors Paris),.

### Occupation des sols

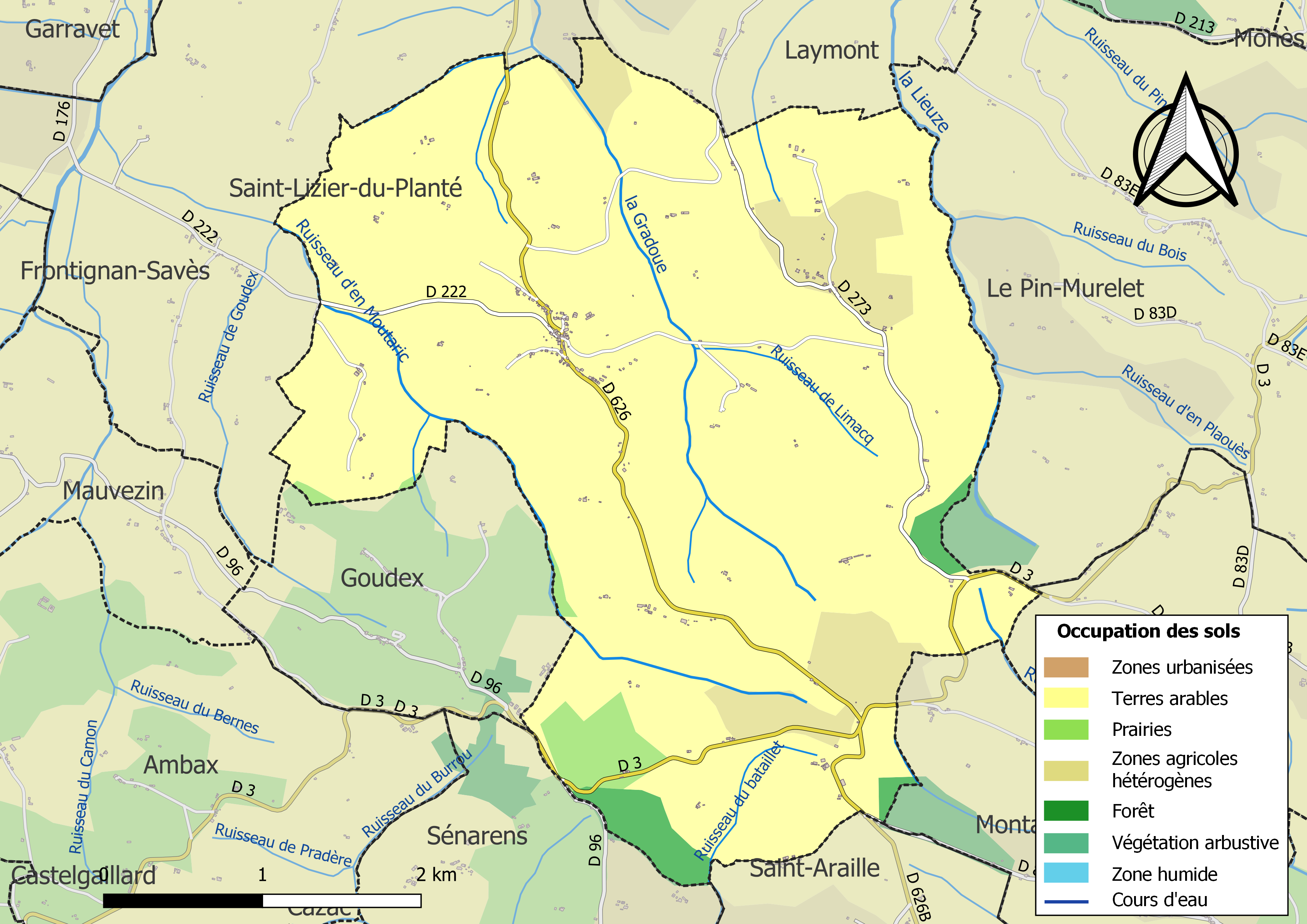
Carte des infrastructures et de l'occupation des sols de la commune en 2018 (CLC).

L'occupation des sols de la commune, telle qu'elle ressort de la base de données européenne d’occupation biophysique des sols Corine Land Cover (CLC), est marquée par l'importance des territoires agricoles (97,7 % en 2018), une proportion identique à celle de 1990 (97,7 %). La répartition détaillée en 2018 est la suivante : 
terres arables (87,9 %), zones agricoles hétérogènes (7,6 %), prairies (2,3 %), forêts (2,3 %).
L'IGN met par ailleurs à disposition un outil en ligne permettant de comparer l’évolution dans le temps de l’occupation des sols de la commune (ou de territoires à des échelles différentes). Plusieurs époques sont accessibles sous forme de cartes ou photos aériennes : la carte de Cassini (XVIIIe siècle), la carte d'état-major (1820-1866) et la période actuelle (1950 à aujourd'hui).

### Voies de communication et transports
Accès avec l'ancienne route nationale 626 la D 626.

### Risques majeurs
Le territoire de la commune de Montpézat est vulnérable à différents aléas naturels : météorologiques (tempête, orage, neige, grand froid, canicule ou sécheresse) et séisme (sismicité faible). Un site publié par le BRGM permet d'évaluer simplement et rapidement les risques d'un bien localisé soit par son adresse soit par le numéro de sa parcelle.

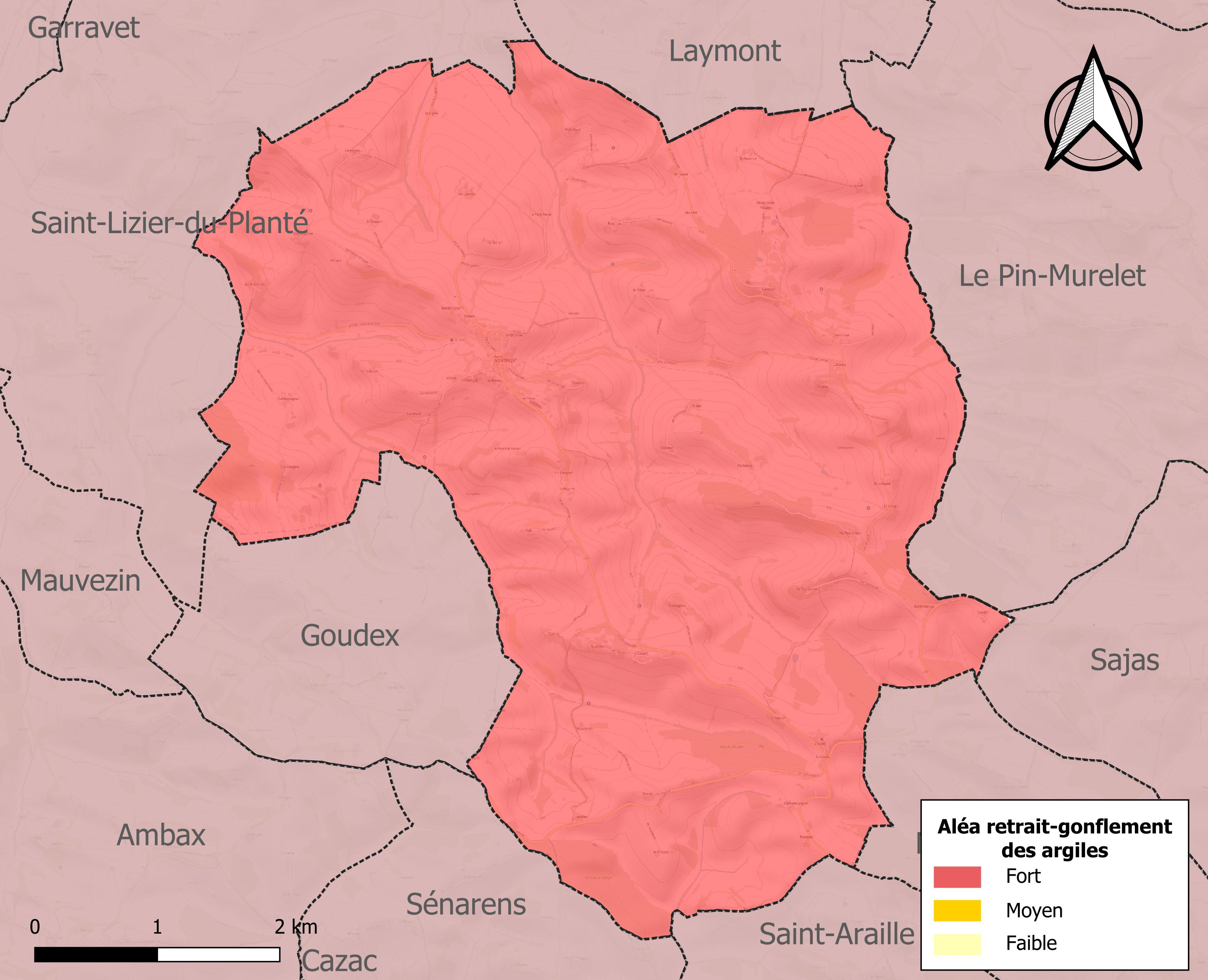
Carte des zones d'aléa retrait-gonflement des sols argileux de Montpézat.

Le retrait-gonflement des sols argileux est susceptible d'engendrer des dommages importants aux bâtiments en cas d’alternance de périodes de sécheresse et de pluie. La totalité de la commune est en aléa moyen ou fort (94,5 % au niveau départemental et 48,5 % au niveau national). Sur les 127 bâtiments dénombrés sur la commune en 2019, 127 sont en aléa moyen ou fort, soit 100 %, à comparer aux 93 % au niveau départemental et 54 % au niveau national. Une cartographie de l'exposition du territoire national au retrait gonflement des sols argileux est disponible sur le site du BRGM,.
Par ailleurs, afin de mieux appréhender le risque d’affaissement de terrain, l'inventaire national des cavités souterraines permet de localiser celles situées sur la commune.
La commune a été reconnue en état de catastrophe naturelle au titre des dommages causés par les inondations et coulées de boue survenues en 1999, 2009 et 2016. Concernant les mouvements de terrains, la commune a été reconnue en état de catastrophe naturelle au titre des dommages causés par la sécheresse en 1989, 2003, 2011, 2012, 2016 et 2017 et par des mouvements de terrain en 1999.

## Histoire
En 1829 le hameau de Gensac (oc), qui était autrefois une commune nommée Gensac-Savès, est rattaché à Montpézat.

## Politique et administration

### Administration municipale
Le nombre d'habitants au recensement de 2011 étant compris entre 100 et 499, le nombre de membres du conseil municipal pour l'élection de 2014 est de onze,.

### Rattachements administratifs et électoraux
Commune faisant partie de l'arrondissement d'Auch de la communauté de communes du Savès (Gers) et du canton de Val de Save (avant le redécoupage départemental de 2014, Montpézat faisait partie de l'ex-canton de Lombez).

### Liste des maires
| Période                                  | Période  | Identité          | Étiquette | Qualité                                                   |
| ---------------------------------------- | -------- | ----------------- | --------- | --------------------------------------------------------- |
| 1892                                     | 1904     | Henri Edme MEURET |           | conseiller général                                        |
| mars 2001                                | 2008     | Maurice Larée     | UMP       |                                                           |
| 2008                                     | En cours | Guy Larée         | UMP-LR    | Retraité Fonction publique Conseiller général (2011-2015) |
| Les données manquantes sont à compléter. |          |                   |           |                                                           |

## Population et société

### Démographie
L'évolution du nombre d'habitants est connue à travers les recensements de la population effectués dans la commune depuis 1793. Pour les communes de moins de 10 000 habitants, une enquête de recensement portant sur toute la population est réalisée tous les cinq ans, les populations de référence des années intermédiaires étant quant à elles estimées par interpolation ou extrapolation. Pour la commune, le premier recensement exhaustif entrant dans le cadre du nouveau dispositif a été réalisé en 2006.

En 2022, la commune comptait 242 habitants, en évolution de −0,41 % par rapport à 2016 (Gers : +1,04 %, France hors Mayotte : +2,11 %).
| 1793 | 1800 | 1806 | 1821 | 1831 | 1841 | 1846 | 1851 | 1856 |
| ---- | ---- | ---- | ---- | ---- | ---- | ---- | ---- | ---- |
| 432  | 401  | 477  | 496  | 655  | 679  | 712  | 700  | 683  |

| 1861 | 1866 | 1872 | 1876 | 1881 | 1886 | 1891 | 1896 | 1901 |
| ---- | ---- | ---- | ---- | ---- | ---- | ---- | ---- | ---- |
| 649  | 623  | 652  | 652  | 637  | 597  | 605  | 551  | 532  |

| 1906 | 1911 | 1921 | 1926 | 1931 | 1936 | 1946 | 1954 | 1962 |
| ---- | ---- | ---- | ---- | ---- | ---- | ---- | ---- | ---- |
| 518  | 516  | 413  | 429  | 407  | 423  | 392  | 348  | 311  |

| 1968 | 1975 | 1982 | 1990 | 1999 | 2006 | 2011 | 2016 | 2021 |
| ---- | ---- | ---- | ---- | ---- | ---- | ---- | ---- | ---- |
| 280  | 217  | 236  | 214  | 194  | 231  | 241  | 243  | 241  |

| 2022 | - | - | - | - | - | - | - | - |
| ---- | - | - | - | - | - | - | - | - |
| 242  | - | - | - | - | - | - | - | - |

| selon la population municipale des années : | 1968 | 1975 | 1982 | 1990 | 1999 | 2006 | 2009 | 2013 |
| Rang de la commune dans le département      | 146  | 135  | 132  | 144  | 192  | 158  | 159  | 165  |
| Nombre de communes du département           | 466  | 462  | 462  | 462  | 463  | 463  | 463  | 463  |

### Enseignement
Montpézat fait partie de l'académie de Toulouse.
La commune possède une école élémentaire.

### Activités sportives
Chasse, pétanque, randonnée pédestre,

### Écologie et recyclage
La collecte et le traitement des déchets des ménages et des déchets assimilés ainsi que la protection et la mise en valeur de l'environnement se font dans le cadre du syndicat intercommunal de collecte et de traitement des ordures ménagères (SICTOM).

## Économie

### Revenus
En 2018  (données Insee publiées en septembre 2021), la commune compte 103 ménages fiscaux, regroupant 222 personnes. La médiane du revenu disponible par unité de consommation est de 20 090 € (20 820 € dans le département).

### Emploi
|                | 2008  | 2013  | 2018  |
| -------------- | ----- | ----- | ----- |
| Commune        | 3,1 % | 6,8 % | 9,3 % |
| Département    | 6,1 % | 7,5 % | 8,2 % |
| France entière | 8,3 % | 10 %  | 10 %  |

En 2018, la population âgée de 15 à 64 ans s'élève à 149 personnes, parmi lesquelles on compte 74,7 % d'actifs (65,3 % ayant un emploi et 9,3 % de chômeurs) et 25,3 % d'inactifs,. En  2018, le taux de chômage communal (au sens du recensement) des 15-64 ans est supérieur à celui du département, mais inférieur à celui de la France, alors qu'il était inférieur à celui du département et de la France en 2008.
La commune fait partie de la couronne de l'aire d'attraction de Toulouse, du fait qu'au moins 15 % des actifs travaillent dans le pôle,. Elle compte 43 emplois en 2018, contre 55 en 2013 et 35 en 2008. Le nombre d'actifs ayant un emploi résidant dans la commune est de 105, soit un indicateur de concentration d'emploi de 40,9 % et un taux d'activité parmi les 15 ans ou plus de 58 %.
Sur ces 105 actifs de 15 ans ou plus ayant un emploi, 34 travaillent dans la commune, soit 32 % des habitants. Pour se rendre au travail, 71,4 % des habitants utilisent un véhicule personnel ou de fonction à quatre roues, 4,8 % s'y rendent en deux-roues, à vélo ou à pied et 23,8 % n'ont pas besoin de transport (travail au domicile).

### Activités hors agriculture
20 établissements sont implantés  à Montpézat au 31 décembre 2019.
Le secteur du commerce de gros et de détail, des transports, de l'hébergement et de la restauration est prépondérant sur la commune puisqu'il représente 30 % du nombre total d'établissements de la commune (6 sur les 20 entreprises implantées  à Montpézat), contre 27,7 % au niveau départemental.

### Agriculture
La commune est dans l'Astarac, une petite région agricole englobant tout le Sud du département du Gers, un quart de sa superficie, et correspond au pied de lʼéventail gascon. En 2020, l'orientation technico-économique de l'agriculture  sur la commune est la polyculture et/ou le polyélevage.
|               | 1988  | 2000  | 2010  | 2020  |
| ------------- | ----- | ----- | ----- | ----- |
| Exploitations | 31    | 22    | 17    | 17    |
| SAU (ha)      | 1 293 | 1 181 | 1 095 | 1 230 |

Le nombre d'exploitations agricoles en activité et ayant leur siège dans la commune est passé de 31 lors du recensement agricole de 1988  à 22 en 2000 puis à 17 en 2010 et enfin à 17 en 2020, soit une baisse de 45 % en 32 ans. Le même mouvement est observé à l'échelle du département qui a perdu pendant cette période 51 % de ses exploitations,. La surface agricole utilisée sur la commune a également diminué, passant de 1 293 ha en 1988 à 1 230 ha en 2020. Parallèlement la surface agricole utilisée moyenne par exploitation a augmenté, passant de 42 à 72 ha.

## Culture locale et patrimoine

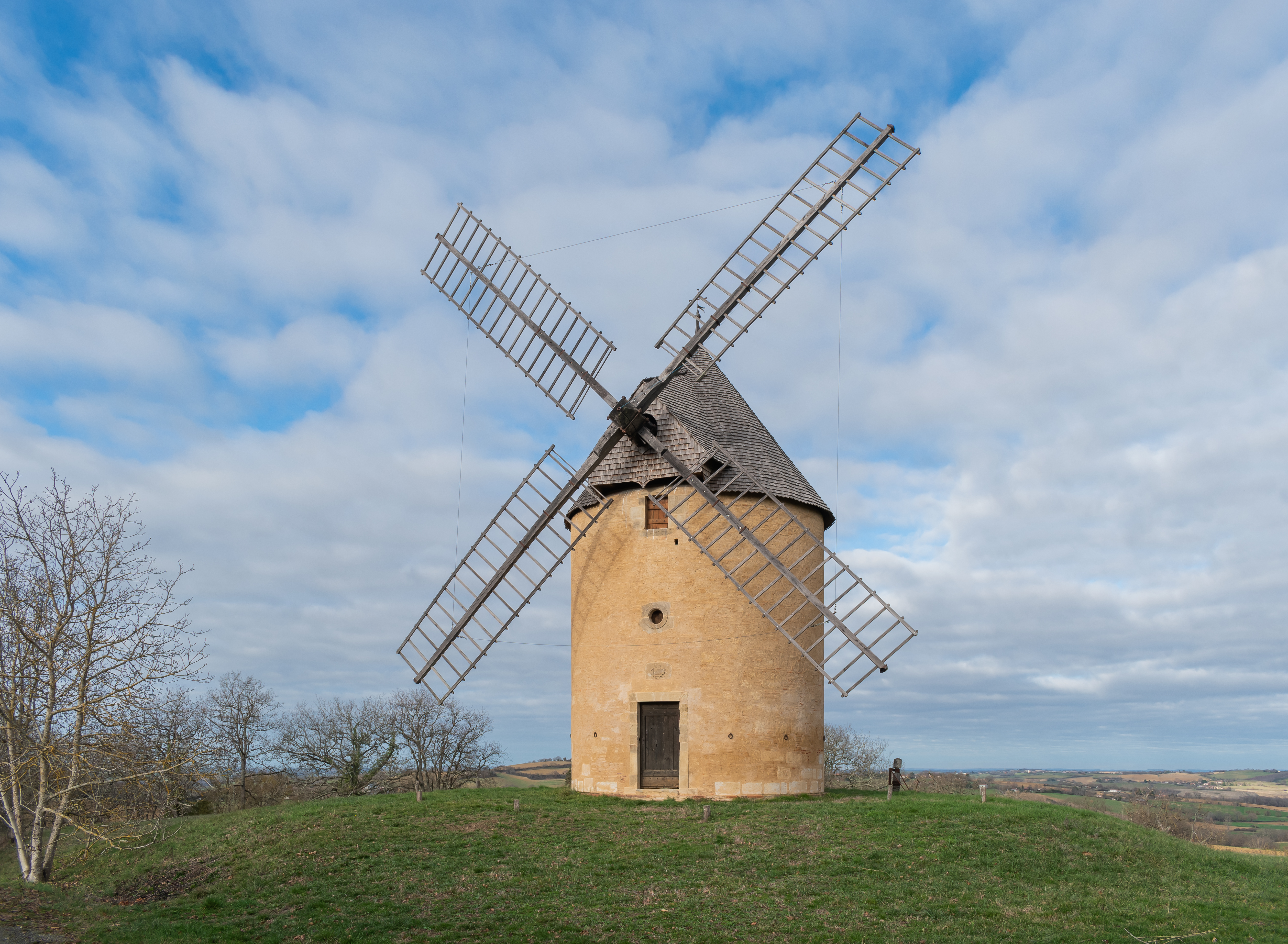
Moulin de Gensac

### Lieux et monuments
- Église de l'Assomption de Montpezat.
- Chapelle Saint-Martin de Gensac.
- Moulin à vent de Gensac, avec une tour cylindrique en brique et pierre avec toiture en bardeau. Les ailes en bois ne sont pas équipées de toile. Il se trouve sur une petite colline qui surplombe le paysage.
- Musée archéologique Le dolium de Montpezat[39].

### Personnalités liées à la commune
- Roger de Saint-Lary de Bellegarde.
- Peroton de Saint-Lary.

### Héraldique
| Blason de Montpezat | Blason  | D'azur à un dauphin d'argent couronné d'or ; au chef cousu* de gueules chargé d'un croissant d'or accosté de deux étoiles du même.                                                                         |
| Blason de Montpezat | Détails | * Ces armes emploient le terme « cousu » dans le seul but de contrevenir à la règle de contrariété des couleurs : elles sont fautives : gueules sur azur. Le statut officiel du blason reste à déterminer. |